# 産直がんばる館
産直がんばる館（さんちょくがんばるかん）は宮城県登米市のJR気仙沼線陸前豊里駅の駅舎に併設された産地直送施設である。

## 概要
当施設は、登米市の南の玄関口豊里町に位置し、特産品や工芸品などを展示販売している。JR気仙沼線、陸前豊里駅の駅舎の中にある。
特に豊里町地区内産の安全安心で新鮮な野菜は好評で、1日に数回搬入し補充している。館内の陳列棚やテーブルとイスからも自然のぬくもりが感じられ、杉の木などの地域材を利用して建てられた当館には、市外から訪れる客も多い。また、JRの乗車券や特急券、新幹線などの指定席券も購入できる。

## 周辺の見所
- 鴇波洗堰
- 平筒沼
- 笑沢自然公園
- 香林寺山門
- 北上川河川歴史公園
- 赤生津館跡
- 豊里・津山渡船場跡